# Der Hund des Todes
Der Hund des Todes ist eine Sammlung von zwölf Kurzgeschichten von Agatha Christie, die zuerst 1933 im Vereinigten Königreich erschien. Ungewöhnlich ist, dass diese Sammlung nicht in Agatha Christies Stammverlag, William Collins & Sons erschien, sondern bei Odhams Press. Man konnte sie auch nicht einfach kaufen, sondern nur gegen Koupons eintauschen (siehe Veröffentlichung der Sammlung im Vereinigten Königreich).
Es ist auch das erste Mal, dass eine im Vereinigten Königreich veröffentlichte Sammlung nicht in den USA erschien.
In Deutschland erschien die Sammlung erst 2010 als 41. Band der vom französischen Verlag Hachette Collections herausgegebenen Veröffentlichung Die offizielle Sammlung Agatha Christie. Die einzelnen Geschichten waren zuvor auch schon auf Deutsch erschienen (siehe Deutsche Erstveröffentlichungen der Geschichten).
Weiterhin ist ungewöhnlich, dass es sich um Geschichten handelt, die sich mit dem Übernatürlichen und dem Schicksal auseinandersetzen und nur wenig mit der Arbeit von Detektiven.
Bekannt ist diese Sammlung trotzdem geworden, ist es doch das erste Buch, das Agatha Christies berühmteste Kurzgeschichte Zeugin der Anklage enthält. Auf der Basis dieser Kurzgeschichte schrieb die Autorin das gleichnamige preisgekrönte Theaterstück. Das Stück wurde mit Charles Laughton und Marlene Dietrich für das Kino und noch zweimal für das Fernsehen verfilmt.

## Die Kurzgeschichten
Der Hund des Todes
Das rote Signal
Der vierte Mann
Die Zigeunerin
Die Lampe
Am falschen Draht
Zeugin der Anklage
Das Geheimnis des blauen Kruges
Der seltsame Fall des Sir Arthur Carmichael
Rolltreppe ins Grab
Die letzte Sitzung
SOS

## Bezüge zu anderen Werken
Das Gedicht, dass Mr Winburn in der Kurzgeschichte Die Lampe zitiert, stammt aus den Rubaiyats von Omar Khayyām in der Übersetzung von Edward FitzGerald:
What Lamp has Destiny to guide
Her little Children stumbling in the Dark?"
"A Blind Understanding,"
Heaven replied.
In ihrem Roman Die Schattenhand verwendet die Autorin ein anderes Gedicht aus diesem Poem, das dem Roman seinen Titel gibt. Die Vierzeiler waren im englischsprachigen Raum sehr beliebt und bekannt.

## Wichtige Ausgaben
- 1933, Odhams Press, Oktober 1933, Hardcover, 252 pp
- 1936, Collins Crime Club (London), Februar 1936
- 2010 erste vollständige deutsche Ausgabe Die offizielle Sammlung Agatha Christie, Band 41, Hachette Collections, Paris

### Erste Veröffentlichungen der Geschichten
Nur von wenigen Geschichten sind ihre ersten Veröffentlichungen in Zeitschriften noch bekannt:
The Red Signal: Ausgabe 232 des The Grand Magazine, Juni 1924
The Fourth Man: Ausgabe 250 des The Grand Magazine, Dezember 1925.
Wireless: Sunday Chronicle Annual, Dezember 1926.
The Mystery of the Blue Jar: Ausgabe 233 des The Grand Magazine, Juli 1924.
The Last Seance: unter dem abweichenden Titel The Stolen Ghost, Ausgabe 87 des The Sovereign Magazine, März 1927
SOS: Ausgabe 252 des The Grand Magazine, Februar 1926.
In den USA erschien The Witness for the Prosecution am 31. Januar 1925 in Flynn’s Weekly (Volume IV, No 2) unter dem Titel Traitor Hands.

### Veröffentlichung der Sammlung im Vereinigten Königreich
Das Buch konnte nicht einfach im Geschäft gekauft werden, sondern nur gegen Coupons der Wochenzeitung The Passing Show eingetauscht werden.
Die Coupons waren in den Ausgaben 81 bis 83 (vom 7. Bis 21. Oktober 1933) als Teil einer Werbekampagne abgedruckt. Im Tausch für die Coupons und einer Zuzahlung von 7 Shilling erhielt der Kunde sechs Bücher. Die anderen fünf Bücher waren: Jungle Girl von Edgar Rice Burroughs, The Sun Will Shine von May Edginton, The Veil'd Delight von Marjorie Bowen, The Venner Crime von John Rhode und Q33 von George Goodchild.
Eine Ausgabe für den Verkauf im Geschäft erschien 1936 in Christies Stammverlag im Collins Crime Club.

### Deutsche Erstveröffentlichungen der Geschichten
Die Geschichten der Sammlung erschienen wie folgt auf Deutsch:
- 1959 Zeugin der Anklage und fünf andere Geschichten[4]; Einzig berechtigte Übertragung aus dem Englischen von Maria Meinert

mit:
Die Zigeunerin
Zeugin der Anklage
Der seltsame Fall des Sir Arthur Carmichael
- 1964 Der Unfall und andere Fälle[5]; einzig berechtigte Übertragung aus dem Englischen von Maria Meinert und Renate Weigl Scherz Verlag (Bern / München / Wien)

mit:
Das Geheimnis des blauen Kruges
- 1966 Die Mausefalle und andere Fallen[6]; einzig berechtigte Übertragung aus dem Englischen von Maria Meinert u. a. Scherz Verlag (Bern / München / Wien)

mit:
Die letzte Sitzung
- 1967 Ein diplomatischer Zwischenfall[7]; einzig berechtigte Übertragung aus dem Englischen von Marfa Berger Scherz Verlag (Bern / München / Wien)

mit:
Die Lampe
Rolltreppe ins Grab
Der vierte Mann
Das rote Signal
Am falschen Draht
- 1983 Mörderblumen[8]; einzig berechtigte Übertragung aus dem Englischen von Edith Walter u. a. Scherz Verlag (Bern / München / Wien)

mit:
Der Hund des Todes
SOS